# Гута-Жабйовольська
Гута-Жабйовольська (пол. Huta Żabiowolska) — село в Польщі, у гміні Жаб'я Воля Ґродзиського повіту Мазовецького воєводства.
Населення — 266 осіб (2011).
У 1975-1998 роках село належало до Скерневицького воєводства.

## Демографія
Демографічна структура станом на 31 березня 2011 року:
|          | Загалом | Допрацездатний вік | Працездатний вік | Постпрацездатний вік |
| -------- | ------- | ------------------ | ---------------- | -------------------- |
| Чоловіки | 123     | 33                 | 71               | 19                   |
| Жінки    | 143     | 38                 | 79               | 26                   |
| Разом    | 266     | 71                 | 150              | 45                   |